# Diga di Gökpınar
La diga di Gökpınar è una diga della Turchia. Si trova nella provincia di Denizli.